# Красноголовець Олександр Олександрович
Олекса́ндр Олекса́ндрович Красноголо́вець (3 березня 1991 — 18 лютого 2015) — солдат Збройних сил України, учасник російсько-української війни.

## Життєвий шлях
Закінчив ЗОШ села Мала Волиця. Протягом 2011—2012 років проходив військову службу у в/ч А4608. Демобілізувавшись, працював різноробом у ТОВ «Камоміла» у своєму селі.
Мобілізований 29 серпня 2014-го, номер обслуги, 30-та окрема гвардійська механізована бригада.
Загинув 17 лютого 2015-го під час артилерійського обстрілу біля села Кам'янка під Дебальцевим. У тому ж часі поліг Петро Шептицький.
Без Олександра лишилися тітка, дві сестри.
Похований у селі Мала Волиця.

## Нагороди та вшанування
- Указом Президента України № 553/2015 від 22 вересня 2015 року — орденом «За мужність» III ступеня (посмертно)[1]